# بيدون (باركشير)
بيدون (بالإنجليزية: Beedon)‏ هي قرية وأبرشية مدنية تقع في المملكة المتحدة في إنجلترا. يقدر عدد سكانها بـ 459 نسمة ومساحتها 8.05 كم2 .